# Mastiholi, Hukeri
Mastiholi là một làng thuộc tehsil Hukeri, huyện Belgaum, bang Karnataka, Ấn Độ.